# Stazione meteorologica di Carpineti Marola
La stazione meteorologica di Carpineti Marola è la stazione meteorologica di riferimento relativa all'omonima località del territorio comunale di Carpineti.

## Coordinate geografiche
La stazione meteo si trova nell'Italia nord-orientale, in Emilia-Romagna, in Provincia di Reggio nell'Emilia, nel comune di Carpineti, in località Marola, a 717 metri s.l.m. e alle coordinate geografiche 44°28′32.22″N 10°30′31.14″E.

## Dati climatologici
In base alla media trentennale di riferimento 1961-1990, la temperatura media del mese più freddo, gennaio, si attesta a +1,2 °C; quella del mese più caldo, luglio, è di +21,2 °C .
| Carpineti Marola   | Mesi | Mesi | Mesi | Mesi | Mesi | Mesi | Mesi | Mesi | Mesi | Mesi | Mesi | Mesi | Stagioni | Stagioni | Stagioni | Stagioni | Anno |
| Carpineti Marola   | Gen  | Feb  | Mar  | Apr  | Mag  | Giu  | Lug  | Ago  | Set  | Ott  | Nov  | Dic  | Inv      | Pri      | Est      | Aut      | Anno |
| ------------------ | ---- | ---- | ---- | ---- | ---- | ---- | ---- | ---- | ---- | ---- | ---- | ---- | -------- | -------- | -------- | -------- | ---- |
| T. max. media (°C) | 3,2  | 5,1  | 8,1  | 12,1 | 16,2 | 21,8 | 24,7 | 23,9 | 20,0 | 14,0 | 8,5  | 4,4  | 4,2      | 12,1     | 23,5     | 14,2     | 13,5 |
| T. min. media (°C) | −0,9 | −0,2 | 2,9  | 6,6  | 10,6 | 15,1 | 17,7 | 17,3 | 14,2 | 9,2  | 4,6  | 0,7  | −0,1     | 6,7      | 16,7     | 9,3      | 8,2  |